# William White (calciatore)
William Kyree Marcus White (Hamilton, 10 gennaio 1995) è un ex calciatore bermudiano, di ruolo centrocampista.

## Carriera

### Club
Ha giocato nella terza divisione finlandese con il Närpes Kraft e nella quarta divisione statunitense con il Detroit City.

### Nazionale
Tra il 2015 e il 2019, ha giocato 6 partite con la nazionale bermudiana.

## Statistiche

### Presenze e reti nei club
Statistiche aggiornate al 4 settembre 2021.
| Stagione        | Squadra         | Campionato      | Campionato | Campionato | Coppe nazionali | Coppe nazionali | Coppe nazionali | Coppe continentali | Coppe continentali | Coppe continentali | Altre coppe | Altre coppe | Altre coppe | Totale | Totale |
| Stagione        | Squadra         | Comp            | Pres       | Reti       | Comp            | Pres            | Reti            | Comp               | Pres               | Reti               | Comp        | Pres        | Reti        | Pres   | Reti   |
| --------------- | --------------- | --------------- | ---------- | ---------- | --------------- | --------------- | --------------- | ------------------ | ------------------ | ------------------ | ----------- | ----------- | ----------- | ------ | ------ |
| 2018            | Närpes Kraft    | Ka              | 17         | 1          |                 | -               | -               |                    | -                  | -                  |             | -           | -           | 17     | 1      |
| Totale carriera | Totale carriera | Totale carriera | 17         | 1          |                 | -               | -               |                    | -                  | -                  |             | -           | -           | 17     | 1      |

### Cronologia presenze e reti in nazionale
| Cronologia completa delle presenze e delle reti in nazionale ― Bermuda | Cronologia completa delle presenze e delle reti in nazionale ― Bermuda | Cronologia completa delle presenze e delle reti in nazionale ― Bermuda | Cronologia completa delle presenze e delle reti in nazionale ― Bermuda | Cronologia completa delle presenze e delle reti in nazionale ― Bermuda | Cronologia completa delle presenze e delle reti in nazionale ― Bermuda | Cronologia completa delle presenze e delle reti in nazionale ― Bermuda | Cronologia completa delle presenze e delle reti in nazionale ― Bermuda |
| Data                                                                   | Città                                                                  | In casa                                                                | Risultato                                                              | Ospiti                                                                 | Competizione                                                           | Reti                                                                   | Note                                                                   |
| ---------------------------------------------------------------------- | ---------------------------------------------------------------------- | ---------------------------------------------------------------------- | ---------------------------------------------------------------------- | ---------------------------------------------------------------------- | ---------------------------------------------------------------------- | ---------------------------------------------------------------------- | ---------------------------------------------------------------------- |
| 6-3-2015                                                               | Prospect                                                               | Bermuda                                                                | 2 – 2                                                                  | Grenada                                                                | Amichevole                                                             | -                                                                      | 81’                                                                    |
| 21-2-2016                                                              | Basseterre                                                             | Saint Kitts e Nevis                                                    | 3 – 0                                                                  | Bermuda                                                                | Amichevole                                                             | -                                                                      | 87’ 90+3’                                                              |
| 22-1-2017                                                              | Prospect                                                               | Bermuda                                                                | 2 – 4                                                                  | Canada                                                                 | Amichevole                                                             | -                                                                      | 79’                                                                    |
| 12-10-2018                                                             | Prospect                                                               | Bermuda                                                                | 12 – 0                                                                 | Sint Maarten                                                           | CONCACAF Nations League 2019-2020 - Qualificazioni                     | -                                                                      | 63’ 68’                                                                |
| 25-2-2019                                                              | L'Avana                                                                | Cuba                                                                   | 2 – 2                                                                  | Bermuda                                                                | Amichevole                                                             | -                                                                      |                                                                        |
| 27-2-2019                                                              | L'Avana                                                                | Cuba                                                                   | 5 – 0                                                                  | Bermuda                                                                | Amichevole                                                             | -                                                                      | 53’                                                                    |
| Totale                                                                 |                                                                        | Presenze                                                               | 6                                                                      |                                                                        | Reti                                                                   | 0                                                                      |                                                                        |